# David Beaird
David Beaird est un metteur en scène, réalisateur, scénariste et producteur américain né en 1952 à Shreveport (Louisiane).

## Filmographie partielle

### Comme réalisateur

#### Cinéma
- 1984 : Un tombeur de folie (en) (The Party Animal)
- 1984 : Octavia (en)
- 1986 :  My Chauffeur (en)
- 1988 : Pass the Ammo
- 1988 : It Takes Two
- 1991 : Scorchers
- 2005 : The Civilization of Maxwell Bright (en)

#### Séries télévisées
- 1993 : Key West (en) (3 épisodes)

### Comme scénariste

#### Cinéma
- 1984 : Un tombeur de folie (en) (The Party Animal)
- 1984 : Octavia (en)
- 1986 :  My Chauffeur (en)
- 1991 : Scorchers
- 2005 : The Civilization of Maxwell Bright (en)

#### Séries télévisées
- 1993 : Key West (en) (13 épisodes)

### Comme producteur
- 1993 : Key West (en) (13 épisodes)